# Troglav
Der Troglav (kyrillisch Троглав) ist ein Berg in Bosnien-Herzegowina.

## Lage
Der 1913 Meter hohe Troglav ist der höchste Gipfel des Dinara-Massivs im Dinarischen Gebirge. In der Nähe liegt der Ort Livno. 
Er liegt etwa 1,5 km von der Grenze zu Kroatien entfernt auf bosnischem Gebiet. Fälschlicherweise steht in vielen Lexika und Büchern, der Troglav sei der höchste Berg Kroatiens. Tatsächlich ist dies die nordwestlich gelegene Dinara.

## Infrastruktur
Der Troglav ist nur wenig bewaldet und die Menschen am und um den Berg leben von Schafzucht und Ackerbau.